# Болеслав Берут
Болѐслав Бѐрут (на полски: Bolesław Bierut) е полски политик, комунистически деец.
Председател на Държавния национален съвет (ДНС, 1944), президент на ДНС и заместващ президента на Република Полша (1944 – 1947), президент на Полша и председател на Държавния съвет (1947 – 1952), първи секретар на ПРП (1948), генерален (първи) секретар на ПОРП (1948 – 1956), министър-председател (1952 – 1954), депутат в ДНС, Законодателния Сейм и Сейма на ПНР I мандат, член на Военната комисия на Политбюро на ЦК на ПОРП.